# Football League One 2005-2006
La Football League One 2005-2006, conosciuta anche con il nome di Coca-Cola League One per motivi di sponsorizzazione, è stato il 79º campionato inglese di calcio di terza divisione, nonché il 2º con la denominazione di League One. 

## Squadre partecipanti
| Squadra            | Città                    | Stadio                  | Stagione precedente                                   |
| ------------------ | ------------------------ | ----------------------- | ----------------------------------------------------- |
| Barnsley           | Barnsley                 | Oakwell Stadium         | 13º posto in Football League One                      |
| Blackpool          | Blackpool                | Bloomfield Road         | 16º posto in Football League One                      |
| Bournemouth        | Bournemouth              | Fitness First Stadium   | 8º posto in Football League One                       |
| Bradford City      | Bradford                 | Valley Parade           | 11º posto in Football League One                      |
| Brentford          | Londra (Hounslow)        | Griffin Park            | 4º posto in Football League One                       |
| Bristol City       | Bristol                  | Ashton Gate             | 7º posto in Football League One                       |
| Chesterfield       | Chesterfield             | Saltergate              | 17º posto in Football League One                      |
| Colchester United  | Colchester               | Layer Road              | 15º posto in Football League One                      |
| Doncaster Rovers   | Doncaster                | Belle Vue               | 10º posto in Football League One                      |
| Gillingham         | Gillingham               | Priestfield Stadium     | 22º posto in Football League Championship, retrocesso |
| Hartlepool United  | Hartlepool               | Victoria Park           | 6º posto in Football League One                       |
| Huddersfield Town  | Huddersfield             | Galpharm Stadium        | 9º posto in Football League One                       |
| Milton Keynes Dons | Milton Keynes            | National Hockey Stadium | 20º posto in Football League One                      |
| Nottingham Forest  | Nottingham               | City Ground             | 23º posto in Football League Championship, retrocesso |
| Oldham Athletic    | Oldham                   | Boundary Park           | 19º posto in Football League One                      |
| Port Vale          | Stoke-on-Trent (Burslem) | Vale Park               | 18º posto in Football League One                      |
| Rotherham United   | Rotherham                | Millmoor                | 24º posto in Football League Championship, retrocesso |
| Scunthorpe United  | Scunthorpe               | Glanford Park           | 2º posto in Football League Two, promosso             |
| Southend United    | Southend-on-Sea          | Roots Hall              | 4º posto in Football League Two, promosso             |
| Swansea City       | Swansea                  | Liberty Stadium         | 3º posto in Football League Two, promosso             |
| Swindon Town       | Swindon                  | County Ground           | 12º posto in Football League One                      |
| Tranmere Rovers    | Birkenhead               | Prenton Park            | 3º posto in Football League One                       |
| Walsall            | Walsall                  | Bescot Stadium          | 14º posto in Football League One                      |
| Yeovil Town        | Yeovil                   | Huish Park              | 1º posto in Football League Two, promosso             |

## Classifica
|  | Pos. | Squadra           | Pt | G  | V  | N  | P  | GF | GS | DR  |
|  | ---- | ----------------- | -- | -- | -- | -- | -- | -- | -- | --- |
|  | 1.   | Southend Utd      | 82 | 46 | 23 | 13 | 10 | 72 | 43 | +29 |
|  | 2.   | Colchester Utd    | 79 | 46 | 22 | 13 | 11 | 58 | 40 | +18 |
|  | 3.   | Brentford         | 76 | 46 | 20 | 16 | 10 | 72 | 52 | +20 |
|  | 4.   | Huddersfield Town | 73 | 46 | 19 | 16 | 11 | 72 | 59 | +13 |
|  | 5.   | Barnsley          | 72 | 46 | 18 | 18 | 10 | 62 | 44 | +18 |
|  | 6.   | Swansea City      | 71 | 46 | 18 | 17 | 11 | 78 | 55 | +23 |
|  | 7.   | Nottingham Forest | 69 | 46 | 19 | 12 | 15 | 67 | 52 | +15 |
|  | 8.   | Doncaster         | 69 | 46 | 20 | 9  | 17 | 55 | 51 | +4  |
|  | 9.   | Bristol City      | 65 | 46 | 18 | 11 | 17 | 66 | 62 | +4  |
|  | 10.  | Oldham Athletic   | 65 | 46 | 18 | 11 | 17 | 58 | 60 | -2  |
|  | 11.  | Bradford City     | 61 | 46 | 14 | 19 | 13 | 51 | 49 | +2  |
|  | 12.  | Scunthorpe Utd    | 60 | 46 | 15 | 15 | 16 | 68 | 73 | -5  |
|  | 13.  | Port Vale         | 60 | 46 | 16 | 12 | 18 | 49 | 54 | -5  |
|  | 14.  | Gillingham        | 60 | 46 | 16 | 12 | 18 | 50 | 64 | -14 |
|  | 15.  | Yeovil Town       | 56 | 46 | 15 | 11 | 20 | 54 | 62 | -8  |
|  | 16.  | Chesterfield      | 56 | 46 | 14 | 14 | 18 | 63 | 73 | -10 |
|  | 17.  | Bournemouth       | 55 | 46 | 12 | 19 | 15 | 49 | 53 | -4  |
|  | 18.  | Tranmere          | 54 | 46 | 13 | 15 | 18 | 50 | 52 | -2  |
|  | 19.  | Blackpool         | 53 | 46 | 12 | 17 | 17 | 56 | 64 | -8  |
|  | 20.  | Rotherham Utd     | 52 | 46 | 12 | 16 | 18 | 52 | 62 | -10 |
|  | 21.  | Hartlepool Utd    | 50 | 46 | 11 | 17 | 18 | 44 | 59 | -15 |
|  | 22.  | MK Dons           | 50 | 46 | 12 | 14 | 20 | 45 | 66 | -21 |
|  | 23.  | Swindon Town      | 48 | 46 | 11 | 15 | 20 | 46 | 65 | -19 |
|  | 24.  | Walsall           | 47 | 46 | 11 | 14 | 21 | 47 | 70 | -23 |

Legenda:
      Promosso in Football League Championship 2006-2007.
  Ammesso ai play-off.
      Retrocesso in Football League Two 2006-2007.
Regolamento:
Tre punti a vittoria, uno a pareggio, zero a sconfitta.
In caso di arrivo di due o più squadre a pari punti, la graduatoria verrà stilata secondo i seguenti criteri:
- differenza reti
- maggior numero di gol segnati

## Spareggi

### Play-off

#### Tabellone
|  | Semifinali | Semifinali        | Semifinali | Semifinali | Semifinali |  |  | Finale | Finale             | Finale |  |
|  |            |                   |            |            |            |  |  |        |                    |        |  |
|  | 6          | Swansea City      | 1          | 2          | 3          |  |  |        |                    |        |  |
|  | 3          | Brentford         | 1          | 0          | 1          |  |  | 6      | Swansea City       | 2      |  |
|  | 5          | Barnsley          | 0          | 3          | 3          |  |  | 5      | Barnsley (3-4 dcr) | 2      |  |
|  | 4          | Huddersfield Town | 1          | 1          | 2          |  |  |        |                    |        |  |

#### Semifinali
|                   | Risultati |                   | Luogo e data                 |
| ----------------- | --------- | ----------------- | ---------------------------- |
| Barnsley          | 0-1       | Huddersfield Town | Barnsley, 11 maggio 2006     |
| Huddersfield Town | 1-3       | Barnsley          | Huddersfield, 15 maggio 2006 |
|                   |           |                   |                              |
| Swansea City      | 1-1       | Brentford         | Swansea, 11 maggio 2006      |
| Brentford         | 0-2       | Swansea City      | Londra, 14 maggio 2006       |
|                   |           |                   |                              |

#### Finale
|          | Risultato     |              | Luogo e data                                 |
| -------- | ------------- | ------------ | -------------------------------------------- |
| Barnsley | 2-2 (4-3 dcr) | Swansea City | Cardiff (Millennium Stadium), 27 maggio 2006 |